# Paso del río Guadalquivir por Córdoba

## Los Puentes
- Puente Romano (siglo I a. C.)
- Puente de San Rafael
- Puente del Arenal
- Puente de Miraflores
- Puente de Andalucía

## Molinos
- Molino de Martos
- Molino de San Antonio
- Molino de Enmedio
- Molino de Téllez
- Molino de la Albolafia

## Inundaciones
Las inundaciones de la ciudad por riadas y crecimientos del río Guadalquivir, han sido numerosas en la historia de la ciudad de Córdoba. No ha sido hasta recientemente cuando estas riadas han sido aplacadas, debido a la construcción del llamado Murallón del Guadalquivir.
Años de Inundación
- 1481
- 1544
- 1554
- 1604
- 1618
- 1626
- 1683
- 1684
- 1687
- 1691
- 1692
- 1693
- 1697
- 1698
- 1739
- 1751
- 1785
- 1821
- 1860

## Espacios protegidos
- Sotos de la Albolafia

- Datos: Q6065946